# Форххайм (район)
Форххайм (нем. Forchheim) — район в Германии, в  административном округе Верхняя Франкония Республики Бавария. Центр района — город Форххайм. Региональный шифр — 09 474. Регистрационные номера транспортных средств — FO, EBS, PEG.
По данным на 31 декабря 2015 года / 31 декабря 2015 года:
- территория — 64 278,59 га;[3]
- население  — 114 834 чел.;[1]
- плотность населения — 177.2 чел./км²;
- землеобеспеченность с учётом внутренних вод — 5643 м²/чел.

## Население
По оценке на 31 декабря 2015 года население района Форххайм составляет 114 834 чел. 

| Дата      | 1840  | 1871  | 1900  | 1925  | 1939  | 1950  | 1961  | 1970  | 1987  | 2011   |
| --------- | ----- | ----- | ----- | ----- | ----- | ----- | ----- | ----- | ----- | ------ |
| Население | 44369 | 45745 | 49317 | 53499 | 55474 | 79923 | 80188 | 87454 | 97433 | 112738 |

| Год       | 1960  | 1970  | 1980  | 1990   | 2000   | 2009   | 2010   | 2011   | 2012   | 2013   | 2014   | 2015   |
| --------- | ----- | ----- | ----- | ------ | ------ | ------ | ------ | ------ | ------ | ------ | ------ | ------ |
| Население | 79310 | 88264 | 94811 | 103374 | 112500 | 113236 | 112985 | 112986 | 113331 | 113424 | 113900 | 114834 |

## Административное устройство

Муниципалитеты района Форххайм (Бавария)

Район подразделяется на 29 общин.

### Городские общины
1. Грефенберг (4 101)
2. Форххайм (30 541)
3. Эберманштадт (6 851)

### Ярмарочные общины
1. Визентталь (2 558)
2. Гёсвайнштайн (4 159)
3. Игенсдорф (4 702)
4. Нойнкирхен-ам-Бранд (7 840)
5. Прецфельд (2 471)
6. Хильтпольтштайн (1 587)
7. Эггольсхайм (6 350)
8. Эглофштайн (2 059)

### Общины
1. Вайлерсбах (2 029)
2. Вайсеноэ (1 137)
3. Визентау (1 711)
4. Дормиц (2 012)
5. Кирхеренбах (2 303)
6. Клайнзендельбах (1 553)
7. Кунройт (1 392)
8. Лангензендельбах (2 851)
9. Лойтенбах (1 774)
10. Обертрубах (2 195)
11. Пинцберг (1 923)
12. Поксдорф (1 563)
13. Унтерлайнлайтер (1 248)
14. Халлерндорф (3 920)
15. Хаузен (3 657)
16. Херольдсбах (5 016)
17. Хецлес (1 276)
18. Эффельтрих (2 706)

## Внешние ссылки
- Официальная страница